# Salmson 4
Salmson 4 byl dvoumístný dvouplošník užívaný jako průzkumný a bitevní letoun, který vznikl ve Francii na sklonku první světové války.

## Vznik a vývoj
Typ vznikl na základě požadavků Aéronautique Militaire na lehce pancéřovaný dvoumístný letoun schopný průzkumných operací a útoků na pozemní cíle (kategorie AB.2), vybavený fotografickou kamerou a radiovým přístrojem. Firma Salmson na ně odpověděla letounem založeným na své úspěšné konstrukci Salmson 2, jehož konstrukce byla o něco zvětšena. Zvětšilo se zejména rozpětí křídel, vzpěrový systém byl změněn na tříkomorový a počet mezikřídelních vzpěr vzrostl na celkem 12. 
3. května 1918 byla firmě udělena zakázka na sériovou výrobu typu, a v době příměří v Compiègne se u frontových jednotek nacházelo celkem 12 kusů. Po skončení války výroba nepokračovala, a poslední exempláře byly ze služby u jednotek staženy v roce 1920.

## Uživatelé
- Francie
  - Aéronautique militaire

## Specifikace (Salmson 4)
Údaje podle publikace French Aircraft of the First World War:s.448

### Technické údaje
- Posádka: 2 (pilot a pozorovatel/střelec)
- Délka: 8,80 m
- Rozpětí: 15,20 m
- Výška: 2,96 m
- Nosná plocha: 49,28 m²
- Prázdná hmotnost: 1 410 kg
- Vzletová hmotnost: 1 935 kg
- Pohonná jednotka: 1 × kapalinou chlazený hvězdicový motor Salmson 9Zm
- Výkon pohonné jednotky:  260 hp (193,8 kW)

### Výkony
- Maximální rychlost: 168 km/h na úrovni mořské hladiny
- Výstup do 1 000 m: 8 minut a 21 sekund
- Výstup do 2 000 m: 20 minut a 14 sekund
- Výstup do 4 000 m: 43 minut a 27 sekund
- Dolet: 500 km[2]
- Dostup: 6 000 m[2]